# Nati nel 1923/Settembre
| Questa pagina contiene informazioni ricavate automaticamente dalle voci biografiche con l'ausilio del template Bio e di un bot. L'aggiornamento è periodico e automatico e ricostruisce completamente la pagina. Se manca una persona in questa lista, sei pregato di non aggiungerla, ma accertati piuttosto che la sua voce biografica contenga il template Bio e che i dati anagrafici siano correttamente compilati. Se il template Bio manca, inseriscilo tu stesso o, in alternativa, metti l'avviso {{tmp\|Bio}} che ne segnala la mancanza. Se i dati riportati sono sbagliati, correggi direttamente la voce biografica; le modifiche saranno visibili in questa lista entro pochi giorni. Per chiarimenti vedi il progetto biografie. La lista contiene solo le 190 persone che sono citate nell'enciclopedia e per le quali è stato implementato correttamente il template Bio. Pagina aggiornata al 18 ago 2025. |

- 1º settembre - Luciano Chitarrini, attore e giornalista italiano († 2010)
- 1º settembre - Luigi D'Angelo, politico italiano († 2000)
- 1º settembre - Franco Franchi, ciclista su strada italiano († 2018)
- 1º settembre - Nikolaj Efimovič Kuročkin, astronomo russo († 2003)
- 1º settembre - Franco Magri, calciatore italiano
- 1º settembre - Rocky Marciano, pugile statunitense († 1969)
- 1º settembre - Giuseppe Ragazzini, linguista italiano († 2004)
- 1º settembre - Tuanku Najihah, sovrana malese († 2023)
- 2 settembre - Almir Nélson de Almeida, cestista e allenatore di pallacanestro brasiliano († 1977)
- 2 settembre - Walerian Borowczyk, regista polacco († 2006)
- 2 settembre - Fred Draper, attore statunitense († 1999)
- 2 settembre - Paul Edwards, filosofo statunitense († 2004)
- 2 settembre - Walther Schaumann, militare e storico austriaco († 2004)
- 2 settembre - Jean Spangler, ballerina, modella e attrice statunitense
- 2 settembre - René Thom, matematico e filosofo francese († 2002)
- 3 settembre - Herbert Binkert, calciatore e allenatore di calcio tedesco († 2020)
- 3 settembre - Leo Canullo, politico e sindacalista italiano († 1997)
- 3 settembre - Ed Sprinkle, giocatore di football americano statunitense († 2014)
- 3 settembre - Mort Walker, fumettista statunitense († 2018)
- 4 settembre - Aldo Brandimarte, calciatore italiano
- 4 settembre - Mirko Ellis, attore italiano († 2014)
- 4 settembre - Giuseppe Oberto, alpinista e esploratore italiano († 2018)
- 4 settembre - Enrico Pasquali, fotografo italiano († 2004)
- 5 settembre - Bitto Albertini, direttore della fotografia, sceneggiatore e regista italiano († 1999)
- 5 settembre - Franco Assante, politico italiano († 2014)
- 5 settembre - Sarghis Baghdasaryan, scultore armeno († 2001)
- 5 settembre - Robert Craddock, calciatore statunitense († 2003)
- 5 settembre - Juan Ferraro, calciatore argentino († 1973)
- 5 settembre - Gino Pallotta, giornalista e saggista italiano († 1991)
- 5 settembre - Gustavo Rojo, attore uruguaiano († 2017)
- 5 settembre - Anna Salvatore, pittrice, scultrice e scrittrice italiana († 1978)
- 5 settembre - Sebastiano Timpanaro, filologo classico, saggista e critico letterario italiano († 2000)
- 6 settembre - Nada Dimić, partigiana jugoslava († 1942)
- 6 settembre - Ali Neshat, generale iraniano († 1979)
- 6 settembre - Pietro II di Jugoslavia, re jugoslavo († 1970)
- 6 settembre - Rurik Spolidoro, partigiano italiano († 1945)
- 6 settembre - Eloy Tato Losada, vescovo cattolico e missionario spagnolo († 2022)
- 7 settembre - Peter Lawford, attore e socialite britannico († 1984)
- 7 settembre - Tonino Micheluzzi, attore e drammaturgo italiano († 1991)
- 7 settembre - Augusto Muscella, poeta e scrittore italiano
- 7 settembre - Riccardo Picchio, slavista italiano († 2011)
- 8 settembre - Enrico Airoldi, bobbista italiano († 1994)
- 8 settembre - Salvatore Bellafiore, politico italiano († 2009)
- 8 settembre - Leonardo Benvenuti, sceneggiatore italiano († 2000)
- 8 settembre - François Chaumette, attore francese († 1996)
- 8 settembre - Rasul Gamzatov, poeta e politico sovietico († 2003)
- 8 settembre - Almut Gitter Jones, botanica e micologa statunitense († 2013)
- 8 settembre - Gussie Moran, tennista statunitense († 2013)
- 8 settembre - András Nagy, calciatore e allenatore di calcio rumeno († 1997)
- 8 settembre - Masato Otaka, architetto giapponese († 2010)
- 8 settembre - Attilio Redolfi, ciclista su strada italiano († 1997)
- 8 settembre - Sirio Ungherelli, partigiano italiano († 1998)
- 9 settembre - Giorgio Aebi, calciatore italiano († 2005)
- 9 settembre - Tarcisio Carboni, vescovo cattolico italiano († 1995)
- 9 settembre - Daniel Carleton Gajdusek, medico statunitense († 2008)
- 9 settembre - Walter Giacomello, calciatore italiano
- 9 settembre - Mirella Karpati, pedagoga italiana († 2017)
- 9 settembre - Tony Kaseta, cestista statunitense († 1995)
- 9 settembre - Max Lüscher, psicoterapeuta, sociologo e filosofo svizzero († 2017)
- 9 settembre - Cliff Robertson, attore statunitense († 2011)
- 9 settembre - Elmārs Zemgalis, scacchista lettone († 2014)
- 10 settembre - Uri Avnery, giornalista israeliano († 2018)
- 10 settembre - Bernardo José Bueno Miele, arcivescovo cattolico brasiliano († 1981)
- 10 settembre - Alfredo Nobre da Costa, politico portoghese († 1996)
- 10 settembre - Pirro Cuniberti, pittore e disegnatore italiano († 2016)
- 10 settembre - Bruno Dazzi, calciatore e allenatore di calcio italiano († 2002)
- 10 settembre - Carl Delacato, psicologo statunitense († 2007)
- 10 settembre - Shmuel Eisenstadt, sociologo israeliano († 2010)
- 10 settembre - Luigi Grecchi, fumettista italiano († 2001)
- 10 settembre - Dino Moro, politico e partigiano italiano († 2005)
- 11 settembre - Alan Badel, attore britannico († 1982)
- 11 settembre - Mario D'Addio, politologo e politico italiano († 2017)
- 11 settembre - Betsy Drake, attrice, modella e scrittrice statunitense († 2015)
- 11 settembre - Aldo Viglione, avvocato, politico e partigiano italiano († 1988)
- 12 settembre - Alteo Dolcini, storico e pubblicista italiano († 1999)
- 12 settembre - Hanzade Sultan, principessa ottomana († 1998)
- 12 settembre - Joe Shulman, contrabbassista statunitense († 1957)
- 13 settembre - Édouard Boubat, fotografo e giornalista francese († 1999)
- 13 settembre - Natália Correia, scrittrice portoghese († 1993)
- 13 settembre - Aurelio Fierro, cantante e attore italiano († 2005)
- 13 settembre - Claude Guillemin, mineralogista francese († 1994)
- 13 settembre - Zoja Kosmodem'janskaja, partigiana e militare sovietica († 1941)
- 13 settembre - Piero Maria Lugli, architetto italiano († 2008)
- 13 settembre - Albert Schwartz, naturalista e zoologo statunitense († 1992)
- 13 settembre - Ede Vadászi, cestista ungherese († 1995)
- 14 settembre - Carl-Erik Asplund, pattinatore di velocità su ghiaccio svedese († 2024)
- 14 settembre - Gaetano Badalamenti, mafioso italiano († 2004)
- 14 settembre - Paolo Bevilacqua, politico italiano († 2007)
- 14 settembre - Antonio Castelli, scrittore italiano († 1988)
- 14 settembre - Máximo Couto, pallanuotista, cestista e allenatore di pallacanestro portoghese
- 14 settembre - Nicholas Geōrgiadīs, scenografo, costumista e pittore greco († 2001)
- 14 settembre - Donald Killeen, mafioso statunitense († 1972)
- 14 settembre - Doug Lishman, calciatore inglese († 1994)
- 14 settembre - Leo Morandi, imprenditore e inventore italiano († 2009)
- 14 settembre - Kenny Rollins, cestista statunitense († 2012)
- 15 settembre - Carlo Bassi, architetto e scrittore italiano († 2017)
- 15 settembre - Giorgio Covi, politico italiano († 2005)
- 15 settembre - Buffy Dee, attore, cabarettista e batterista statunitense († 1995)
- 15 settembre - Anton Heiller, organista, compositore e direttore d'orchestra austriaco († 1979)
- 15 settembre - Alvaro Mancori, direttore della fotografia e produttore cinematografico italiano († 2011)
- 15 settembre - Nadežda Šitikova, schermitrice sovietica († 1995)
- 16 settembre - Lee Kuan Yew, politico e avvocato singaporiano († 2015)
- 16 settembre - Ștefan Stănculescu, allenatore di calcio e calciatore rumeno († 2013)
- 16 settembre - Robert De La Rouchefoucauld, partigiano francese († 2012)
- 17 settembre - Antonio Greco, calciatore boliviano
- 17 settembre - Nantas Salvalaggio, giornalista, scrittore e cestista italiano († 2009)
- 17 settembre - Hank Williams, cantautore statunitense († 1953)
- 18 settembre - Arturo Benvenuti, pittore, poeta e fotografo italiano († 2020)
- 18 settembre - Earl Gardner, cestista e allenatore di pallacanestro statunitense († 2005)
- 18 settembre - Al Quie, politico statunitense († 2023)
- 18 settembre - Red Rocha, cestista e allenatore di pallacanestro statunitense († 2010)
- 18 settembre - Xavier Valls, pittore spagnolo († 2006)
- 18 settembre - Anna di Borbone-Parma, principessa francese († 2016)
- 19 settembre - Fulvio Apollonio, giornalista italiano († 2002)
- 19 settembre - Ottavio Lo Nigro, politico italiano († 2013)
- 19 settembre - Stan Miasek, cestista statunitense († 1989)
- 20 settembre - Akkineni Nageswara Rao, attore e produttore cinematografico indiano († 2014)
- 20 settembre - Siria Betti, attrice italiana († 2011)
- 20 settembre - Stefan Božkov, calciatore e allenatore di calcio bulgaro († 2014)
- 20 settembre - Gino Fantin, giornalista italiano († 1997)
- 20 settembre - Evelyn McHale, statunitense († 1947)
- 20 settembre - Jun Negami, attore giapponese († 2005)
- 20 settembre - William Ryan, psicologo statunitense († 2002)
- 21 settembre - Francesco Barone, filosofo italiano († 2001)
- 21 settembre - Antonio Vitale Bommarco, arcivescovo cattolico italiano († 2004)
- 21 settembre - Horst Buhtz, allenatore di calcio e calciatore tedesco († 2015)
- 21 settembre - Tiraje Dikmen, pittrice turca († 2014)
- 21 settembre - José Gottardi Cristelli, arcivescovo cattolico italiano († 2005)
- 21 settembre - Linwood Holton, politico statunitense († 2021)
- 21 settembre - Sergio Zavoli, giornalista, scrittore e politico italiano († 2020)
- 22 settembre - Dannie Abse, poeta, scrittore e medico britannico († 2014)
- 22 settembre - Remo Antonetti, fantino italiano († 1999)
- 22 settembre - Al Brightman, cestista e allenatore di pallacanestro statunitense († 1992)
- 22 settembre - Reinhart Heinsdorff, scultore, designer e medaglista tedesco († 2002)
- 22 settembre - Václav Kokštejn, calciatore cecoslovacco († 1996)
- 22 settembre - Livio Martinelli, calciatore italiano († 2017)
- 23 settembre - Dino Ballarin, calciatore italiano († 1949)
- 23 settembre - Salvatore Carnevale, sindacalista e politico italiano († 1955)
- 23 settembre - Les Deaton, cestista e allenatore di pallacanestro statunitense († 1989)
- 23 settembre - Maria Di Maio, attrice e cantante italiana († 1995)
- 23 settembre - Muhammad Hassaneyn Haykal, giornalista egiziano († 2016)
- 23 settembre - Adolphe Hug, calciatore svizzero († 2006)
- 23 settembre - Sándor Kónya, tenore ungherese († 2002)
- 23 settembre - Gaetano Mancini, politico e dirigente pubblico italiano († 2012)
- 23 settembre - Giorgio Marincola, partigiano italiano († 1945)
- 23 settembre - Matt Mazza, cestista e allenatore di pallacanestro statunitense († 2003)
- 23 settembre - Gerardus Mooyman, militare e imprenditore olandese († 1987)
- 23 settembre - Bert Mozley, calciatore inglese († 2019)
- 23 settembre - Trần Độ, generale, politico e rivoluzionario vietnamita († 2002)
- 23 settembre - Marta Ortiz, cestista cilena
- 23 settembre - Giuseppe Sforza, cestista italiano († 1964)
- 23 settembre - David Turner, canottiere statunitense († 2015)
- 24 settembre - Raoul Bott, matematico ungherese († 2005)
- 24 settembre - Ladislav Fuks, scrittore ceco († 1994)
- 24 settembre - Tommaso Giglio, giornalista, poeta e traduttore italiano († 1987)
- 24 settembre - Fats Navarro, trombettista statunitense († 1950)
- 24 settembre - Jurij Michajlovič Vyšinskij, regista sovietico († 1990)
- 25 settembre - Leonardo Benevolo, architetto, urbanista e storico dell'architettura italiano († 2017)
- 25 settembre - Georges Livanos, alpinista francese († 2004)
- 25 settembre - Ermanno Maciocio, partigiano italiano († 1944)
- 25 settembre - Sam Rivers, sassofonista, polistrumentista e compositore statunitense († 2011)
- 25 settembre - Martha Schlamme, attrice e cantante austriaca († 1985)
- 26 settembre - Aleksandr Aleksandrovič Alov, regista sovietico († 1983)
- 26 settembre - Dev Anand, attore e regista indiano († 2011)
- 26 settembre - Fioretta Mazzei, politica e attivista italiana († 1998)
- 27 settembre - Amilcare Dallagherarda, partigiano italiano († 1944)
- 27 settembre - Mary McCarty, attrice e cantante statunitense († 1980)
- 27 settembre - Renzo Merlin, calciatore e allenatore di calcio italiano († 2003)
- 27 settembre - Johnny Morris, allenatore di calcio e calciatore inglese († 2011)
- 27 settembre - Barbara Pilavin, attrice italiana († 2005)
- 27 settembre - Renato Quartini, partigiano italiano († 1945)
- 28 settembre - António Araújo, calciatore portoghese († 2001)
- 28 settembre - Bob Braithwaite, tiratore a volo britannico († 2015)
- 28 settembre - Giuseppe Casale, arcivescovo cattolico italiano († 2023)
- 28 settembre - Libero Gualtieri, politico e partigiano italiano († 1999)
- 28 settembre - John Scott, IX duca di Buccleuch, nobile, militare e politico inglese († 2007)
- 28 settembre - Alex Spanos, imprenditore e dirigente sportivo statunitense († 2018)
- 28 settembre - William Windom, attore statunitense († 2012)
- 29 settembre - Stan e Jan Berenstain, scrittore e illustratore statunitense († 2005)
- 29 settembre - Roy D'Amy, fumettista italiano († 1979)
- 29 settembre - Hal Devoll, cestista statunitense († 2010)
- 29 settembre - William A. Fraker, direttore della fotografia statunitense († 2010)
- 29 settembre - Dick O'Keefe, cestista statunitense († 2006)
- 30 settembre - Corrado Agusta, imprenditore italiano († 1989)
- 30 settembre - Giuseppe Campora, tenore italiano († 2004)
- 30 settembre - Vera Charitonova, cestista e allenatrice di pallacanestro sovietica († 2003)
- 30 settembre - Giuseppe Colombo, presbitero e teologo italiano († 2005)
- 30 settembre - Silvano Dalle Vacche, calciatore italiano († 2008)
- 30 settembre - Arturo Rivera Damas, arcivescovo cattolico salvadoregno († 1994)
- 30 settembre - Donald Swann, compositore e cantante britannico († 1994)